# Carolinià
El carolinià és una de les llengües austronèsies i és parlada fonamentalment a les Illes Mariannes Septentrionals, on és reconeguda com a llengua oficial juntament amb l'anglès i el chamorro.
El Carolinià té un alfabet amb 31 caràcters basat en l'alfabet llatí i està emparentat amb altres llengües austronèsies, amb algunes de les quals les semblances lèxiques arriben al 80%. Actualment hi ha uns 5.700 parlants de carolinià, anomenat Rafaluwasch pels seus parlants. Té un 95% de similitud lèxica amb el satawalès, del 88% amb el woleaià i puluwatès; 81% amb el mortlockès; 78% amb el chuukès i el 74% amb l'ulithià.

## Alfabet
Tenia 28 lletres en 1977 i fou expandit a 33 letres en 2004.
| Letter | Phoneme | Name of Letter |
| ------ | ------- | -------------- |
| a      | / a /   | aa             |
| á      | / æ /   | áá             |
| e      | / e /   | ee             |
| ė      | / ʌ /   | ėė             |
| i      | / i /   | ii             |
| o      | / o /   | oo             |
| ó      | / ɔ /   | óó             |
| u      | / u /   | uu             |
| ú      | / ɨɨ /  | úú             |
| f      | / f /   | fii            |
| h      | / h /   | hii            |
| s      | / s /   | sii            |
| sch    | / ṣ /   | schii          |
| gh     | / x /   | ghii           |
| k      | / kk /  | kkii           |
| l      | / l /   | lii            |
| m      | / m /   | mii            |
| mw     | / mw /  | mwii           |
| n      | / n /   | nii            |
| ng     | / ŋ /   | ngii           |
| p      | / p /   | pii            |
| pw     | / pw /  | pwii           |
| bw     | / bw /  | bwii           |
| r      | / r /   | rii            |
| rh     | / ŗ /   | rhii           |
| tch    | / ç /   | tchii          |
| t      | / t /   | tii            |
| w      | / w /   | wii            |
| b      | / b /   | bii            |
| d      | / d /   | dii            |
| g      | / g /   | gii            |
| y      | / y /   | yii            |
| z      | / z /   | zii            |